# Ressons-l’Abbaye
Ressons-l’Abbaye korábbi község Franciaországban, Oise megyében. Lakosainak száma 123 fő (2018. január 1.). Ressons-l’Abbaye Corbeil-Cerf, Le Déluge, La Neuville-d’Aumont, Saint-Crépin-Ibouvillers és Valdampierre községekkel határos.
2017. január 1-jén Le Déluge és La Neuville-d’Aumont korábbi községgel egyesült és az így létrejött La Drenne új község része lett.

## Népesség
A település népessége az elmúlt években az alábbi módon változott:
| Lakosok száma | 112  | 125  | 122  | 123  |
|               | 2013 | 2015 | 2017 | 2018 |